# Grabowa (powiat zawierciański)
Grabowa – wieś w Polsce, w województwie śląskim, w powiecie zawierciańskim, w gminie Łazy.
W latach 1975–1998 miejscowość należała administracyjnie do województwa katowickiego.
Znajduje się tutaj również wyciąg narciarski.

## Integralne części wsi
| SIMC    | Nazwa     | Rodzaj                  |
| ------- | --------- | ----------------------- |
| 0216674 | Błojec    | część wsi               |
| 0216680 | Piaski    | część wsi               |
| 0216705 | Skałbania | przysiółek (do 2023 r.) |
| 0216697 | Zawądródź | część wsi               |

## Historia
Wedle dokumentu z 1427 roku w miejscowości, będącej wówczas własnością Stanisława Grabowskiego, prawdopodobnie herbu Strzemię, istniała wieża obronna. Domniemywana data jej budowy to rok 1342.
W wyniku donosu i urządzonej po nim 10 maja 1941 roku obławy grupa 11 miejscowych głosicieli Świadków Jehowy trafiła do obozu koncentracyjnego Auschwitz. Wszyscy w krótkim czasie zginęli w KL Auschwitz.
W 1944 roku, w przysiółku Błojec, dokonana została pacyfikacja lokalnych mieszkańców poprzez hitlerowców. Ku czci tego wydarzenia i pamięci poległych, po II wojnie światowej został wybudowany pomnik. W lasach leżących obok Grabowej znajdują się także dwa groby anonimowych, niemieckich żołnierzy.